# 69-я танковая бригада
69-я танковая бригада — танковая бригада Красной армии в годы Великой Отечественной войны.
Сокращённое наименование — 69 тбр.

## Формирование и организация
69-я отдельная танковая бригада была сформирована 10 января 1942 года, на основании директивы заместителя Народного комиссара обороны СССР № 723015сс от 3 января 1942 года. Формирование бригады проходило в Московском автобронетанковом центре Московского военного округа, на базе 149-го и 152-го отдельных танковых батальонов прибывших из города Владимира. Основное пополнение было получено от Московского и Сибирского военных округов. Бригада формировалась по штатам № 010/315 — 010/316.
12 июня 1942 года 69-я танковая бригада была выведена на переформирование в город Горький. На основании директивы НКО СССР № 726444 от 13 июля 1942 года переведена на новые штаты № 010/280 — 010/287 от 14 июля 1942 года. 19 июля бригада полностью закончила укомплектование личным составом. В ночь с 24 на 25 августа 1942 года бригада получила недостающие боевые и транспортные машины и была отправлена на фронт. Всего бригада имела Т-34 — 32 танка Т-70 — 21 танк.
Приказом НКО СССР № 57 от 7 февраля 1943 года 4-й Сталинградский танковый корпус был преобразован в 5-й гвардейский Сталинградский танковый корпус, входившей в него 69-й танковой бригаде также было присвоено почётное звание «Гвардейская». Новый войсковой № 21-я гвардейская танковая бригада был присвоен на основании директивы ГШ КА № 36594 от 14 февраля 1943 года приказом Воронежского фронта № 008/07 от 19 февраля 1943 года. Фактическое переименование было произведено с запозданием, приказом 5-го гвардейского танкового корпуса № 010 от 29 марта 1943 года.

## Боевой путь
Периоды вхождения в состав Действующей армии: с 20 января 1942 года по 20 июня 1942 года, с 1 сентября 1942 года по 21 декабря 1942 года, с 15 января 1943 года по 7 февраля 1943 года.
16 января 1942 года бригада убыла на Северо-Западный фронт. С 26 января 1942 года бригада подчинена командиру 1-го гвардейского стрелкового корпуса. Первое боевое крещение бригада приняла в районе Рамушево Ленинградской области. С 11 апреля 1942 года выведена в резерв Северо-Западного фронта. С 1 мая 1942 года бригада поступила в подчинение 11-й армии.
4 сентября 1942 года вошла в состав 66-й армии Сталинградского фронта и сосредоточилась в районе Тишанка, где была придана 120-й стрелковой дивизии.
19 ноября 1942 года 69-я танковая бригада вошла в состав 4-го танкового корпуса. С 29 ноября 1942 года выведена на доукомплектование в Тамбов в резерв Ставки ВГК.
С 24 января 1943 года в составе 4-го танкового корпуса поступила в подчинение Воронежского фронта.

## Состав
С момента формирования
- Управление бригады
- 149-й отдельный танковый батальон (штат № 010/315)
- 152-й отдельный танковый батальон (штат № 010/316)
- Мотострелково-пулемётный батальон

С 19 июля 1942 года
- Управление бригады (штат № 010/280)
- 149-й отдельный танковый батальон (штат № 010/281)
- 152-й отдельный танковый батальон (штат № 010/282)
- Мотострелково-пулемётный батальон (штат № 010/283)
- Противотанковая батарея (штат № 010/284)
- Рота управления (штат № 010/285)
- Рота технического обеспечения (штат № 010/286)
- Медико-санитарный взвод (штат № 010/287)

## В составе
| Подчинение     | Подчинение                           | Подчинение        | Подчинение          | Подчинение |
| Дата           | Фронт (военный округ)                | Армия             | Корпус              | Примечания |
| -------------- | ------------------------------------ | ----------------- | ------------------- | ---------- |
| 1.01.1942 года | Резерв Верховного Главнокомандования | -                 | -                   | -          |
| 1.02.1942 года | Северо-западный фронт                | -                 | -                   | -          |
| 1.03.1942 года | Северо-западный фронт                | -                 | -                   | -          |
| 1.04.1942 года | Северо-западный фронт                | 1-я Ударная армия | -                   | -          |
| 1.05.1942 года | Северо-западный фронт                | 1-я Ударная армия | -                   | -          |
| 1.06.1942 года | Северо-западный фронт                | 11-я армия        | -                   | -          |
| 1.07.1942 года | Северо-западный фронт                | 11-я армия        | -                   | -          |
| 1.08.1942 года | Московский военный округ             | -                 | -                   | -          |
| 1.09.1942 года | Сталинградский фронт                 | 66-я армия        | -                   | -          |
| 1.10.1942 года | Донской фронт                        | 24-я армия        | -                   | -          |
| 1.11.1942 года | Юго-западный фронт                   | -                 | 4-й танковый корпус | -          |
| 1.12.1942 года | Донской фронт                        | 21-я армия        | 4-й танковый корпус | -          |
| 1.01.1943 года | Приволжский военный округ            | -                 | 4-й танковый корпус | -          |
| 1.02.1943 года | Воронежский фронт                    | -                 | 4-й танковый корпус | -          |

## Командование бригады

### Командиры бригады
- Скворцов, Николай Степанович[11] (00.01.1942 — 09.01.1942), подполковник (фактически в командование не вступил);
- Агафонов, Василий Сергеевич[12] (09.01.1942 — 15.11.1942), подполковник, с 31.08.1942 полковник (15.11.1942 контужен)[13];
- Прованов, Григорий Васильевич (15.11.1942 — 05.12.1942), подполковник (ИД, 05.12.1942 погиб в бою)[13];
- Гладченко, Сергей Кузьмич (05.12.1942 — 05.12.1942), капитан (ИД)[14][15];
- Овчаренко, Кузьма Иванович (05.12.1942 — 07.02.1943), полковник (ИД)[16].

### Военные комиссары бригады, с 09.10.1942 — заместители командира бригады по политической части
- Прованов Григорий Васильевич (06.01.1942 — 05.12.1942), батальонный комиссар, с 7.05.1942 старший батальонный комиссар, с 15.11.1942 подполковник;
- Полукаров Георгий Степанович (10.12.1942 — 07.02.1943), майор[17]

### Начальники штаба бригады
- Мачешников Александр Иванович (00.02.1942 — 00.08.1942), майор;
- Алифанов Николай Сергеевич (00.08.1942 — 00.02.1943), майор[18].

### Начальники политотдела
- Полукаров Георгий Степанович (22.08.1942 — 10.12.1942), батальонный комиссар, с 28.10.1942 майор;
- Мордашев Павел Сергеевич (10.12.1942 — 07.02.1943), майор[17].

## Отличившиеся воины
- Клименко, Иван Иванович, лейтенант, командир танковой роты 152-го танкового батальона 69-й танковой бригады.
- Лебедев, Николай Александрович, старший лейтенант, адъютант старший 152-го танкового батальона 69-й танковой бригады.
- Овчаренко, Кузьма Иванович, полковник, командир 69-й танковой бригады.
- Прованов, Григорий Васильевич, подполковник, командир 69-й танковой бригады.